# Ray Pitts
Ray Pitts født Raymond Bernard Pitts (30. september 1932 i Boston, Massachusetts – 2. november 2012 i Nivå) var en amerikansk-født saxofonist, komponist og arrangør.